# 高琛
高 琛（こう ちん、生没年不詳）は、東魏の権臣高歓の異母弟。趙郡王。字は永宝、あるいは元宝。本貫は渤海郡蓨県。

## 経歴
高樹生と後妻の子として生まれた。北魏の中興元年（531年）、散騎常侍・鎮西将軍・金紫光禄大夫に任じられた。宮廷の禁衛にあって、まじめに勤務し、側近たちに率先して行動した。太昌元年（532年）、車騎大将軍・左光禄大夫となり、南趙郡公に封じられた。10月、驃騎大将軍・特進・開府儀同三司・散騎常侍となった。永熙2年（533年）、使持節・定州刺史・六州大都督となった。高琛は人士を抜擢して任用し、すこぶる声望があった。永熙3年（534年）、斛斯椿らが叛くと、高歓はこれを討つため、根拠地の晋陽について高琛に留守を任せた。高琛は并肆汾大行台僕射・六州九酋長大都督に任ぜられて、相府の行政をすべて決裁した。東魏の天平年間、御史中尉となり、身分の高下にかかわらず不正を糾弾したので、朝廷は粛然とした。まもなく高歓の側妻（小爾朱氏）と姦通したとして、高歓に責められ、鞭打ちの罰を受けて死去した。享年は23。使持節・侍中・都督冀定滄瀛幽殷并肆雲朔十州諸軍事・驃騎大将軍・冀州刺史・太尉・尚書令の位を贈られた。諡は貞平といった。天統3年（567年）、さらに仮黄鉞・左丞相・太師・録尚書事・冀州刺史の位を追贈され、爵位は趙郡王に進んだ。
子の高叡が跡を嗣いだ。
高琛の妻の元季艶（元懐の娘、東魏の華陽長公主）は、趙郡王妃の位を贈られ、諡は貞昭といった。

## 伝記資料
- 『北斉書』巻13 列伝第5
- 『北史』巻51 列伝第39